# 洋野町営バス
洋野町営バス（ひろのちょうえいバス）は岩手県九戸郡洋野町を走る自治体バスである。

## 概要
- 種市町が「種市町町営バス」として運行していたものを、合併後の洋野町が引き継いだものである。
- 運行形態は、運行開始当時より、道路運送法の規定に基づく自家用自動車（白ナンバー車）による有償運送である。

## 沿革
- 1976年4月1日 - 種市町町営バス大谷線種市駅 - ナメラ間運行開始。
- 2005年4月1日 - 中野線（種市病院 - 中野南間）、大沢線（種市庁舎 - アグリパーク間）、大沢山手線（種市病院 - 角浜 - 下大沢間）運行開始。
- 2006年1月1日 - 種市町の洋野町への合併により、洋野町営バスとして引き継がれる。
- 2006年4月1日 - 旧種市町と旧大野村との間での交通確保を目的に、大谷線のナメラ - 陸中大野駅 - おおのキャンパス間を延伸し、「種市大野線」に改称。
- 2008年4月1日 - 中野線、中野南 - 陸中中野駅間を延伸。
- 2010年4月1日 - 
  - 本事業の運行業務を有限会社八木タクシーに委託。
  - 運賃を距離別から100円均一に改定。
  - 一部区間を除き、フリー乗降区間を設定。
  - 大沢線に、滝沢・種市高校まわりを新設。
- 2010年5月1日 - 種市大野線の平日日中便と休日全便、及び、大沢線系統の休日全便にて、経費削減のため、予約制デマンド運行を開始。
- 2019年1月7日 - 改正。平日の全路線を通常運行に、土・日・祝日の全路線を予約運行にそれぞれ統一。

## 運行路線
※：2019年1月7日現在
土・日・祝日の利用について
- 利用前に、運行受託事業者である八木タクシーに、電話やファックスにて予約を行う必要がある。なお、配車の都合上、締切時間(午後の始発便については、始発バス停の発車時刻の1時間前まで。午前中の始発便については前日の18:00までが予約の締切時間となっている)が定められている。ただし、予約がない便については運行しない。

### 種市大野線
- 平日、土・日・祝日共通路線
  - 種市庁舎 - 種市病院 - 種市駅 - 高取 - 上和座 - 大谷 - 大谷温泉 - 大谷 - 鉄山 - ナメラ - 下組 - 陸中大野 - 大野庁舎 - 陸中大野 - 上組 - 大野高校前 - おおのキャンパス
- 平日路線
  - 種市庁舎 - 種市駅 - 高取 - 上和座 - ナメラ - 下組 - 陸中大野 - 大野庁舎 - 陸中大野 - 上組 - 大野高校前 - おおのキャンパス
  - 種市庁舎 - 種市病院 - 種市駅 - 高取 - 上和座 - 大谷 - 大谷温泉 - 大谷 - 鉄山 - ナメラ - 下組 - 陸中大野 - 大野庁舎
  - 種市庁舎 - 種市病院 - 種市駅 - 高取 - 和座 (← 鉄山) - 大谷 - 大谷温泉

### 中野線
JRバス東北八久線廃止代替
- 種市庁舎 - 種市病院 - 種市駅 - 玉川 - 宿戸 - 小子内 - 中野支所 - 中野南 - ユートピア白滝 - 陸中中野駅
- 種市庁舎 - 玉川 - 宿戸 - 小子内 - 中野支所 - 中野南 - ユートピア白滝 - 陸中中野駅
  - 平日のみ運行。

### 大沢線
JRバス東北城内線廃止代替
- 平日、土・日・祝日共通路線
  - 滝沢・種市高校経由 ： (種市小学校 ←) 種市庁舎 - 種市病院 - 種市駅 - 小橋 - 小橋公民館 - 川尻地区センター - 種市高校 - 角浜 - 伝吉 - 麦沢 - 櫃割 - 城内 - 寺沢 - 滝沢公民館 - 滝沢 - 田毛 - アグリパーク
- 平日路線
  - 城内経由 ： 種市庁舎 - 種市病院 - 種市駅 - 緑ヶ丘 - 産直広場 - 伝吉口 - 北向 - じょうないクリニック - 城内 - 上城内 - 下大沢 - アグリパーク
  - 櫃割経由 ： 種市庁舎 - 種市病院 - 種市駅 - 緑ヶ丘 - 産直広場 - 伝吉口 - 下城内 - 上城内 - 下大沢 - アグリパーク

### 大沢山手線
JRバス東北八久線廃止代替
- 種市庁舎 - 種市病院 - 種市駅 - 小橋 - 産直広場 - 角浜 - 麦沢 - 櫃割 - 北向 - じょうないクリニック - 平沢橋 - 荒巻 - 里 - 滝沢 - 田毛 - アグリパーク (← 下大沢)
  - 青字の区間は冬期間運休。
  - 平日のみ運行。

## 運賃
1回：100円均一。ただし、高校生以下、70歳以上の高齢者（健康保険高齢受給者証の提示が必要）、身体障害者手帳・療育手帳・精神障害者保健福祉手帳の所持者及びその付添人等については無料となる。

## 画像

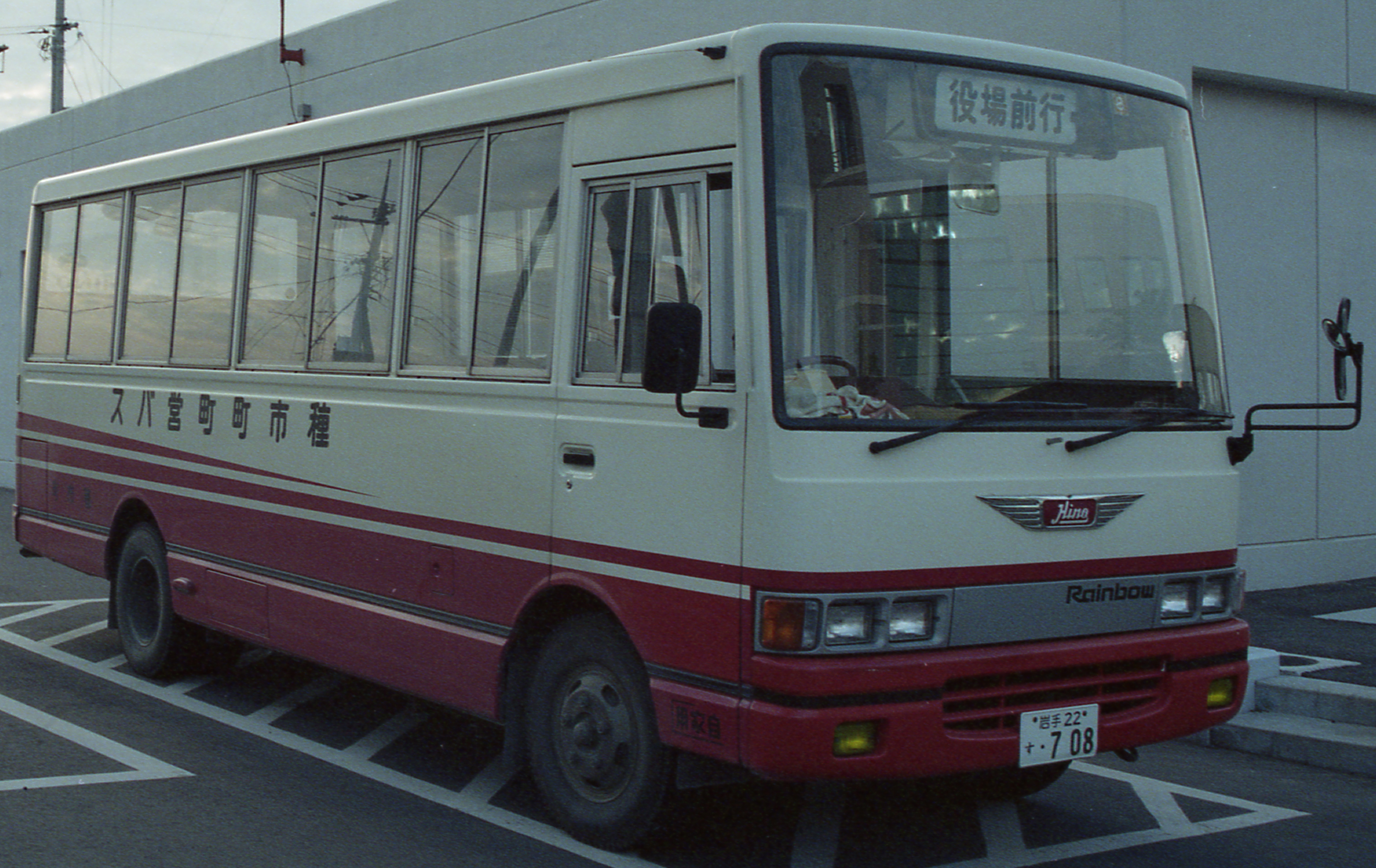
種市町当時の車両
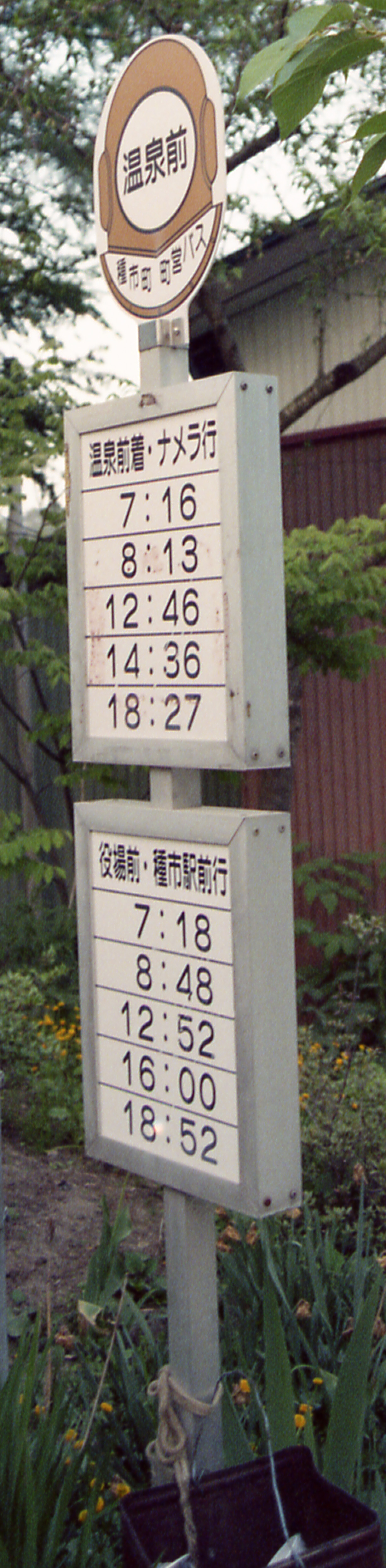
種市町当時のバス停

## 関連記事
- 町営バス のカタチ 高齢者ら無料化（広報ひろの）（2010年7月8日アーカイブ） - 国立国会図書館Web Archiving Project